# Ranunculus gharuensis
Ranunculus gharuensis är en ranunkelväxtart som beskrevs av M. Iranshahr och K.H. Rechinger. Ranunculus gharuensis ingår i släktet ranunkler, och familjen ranunkelväxter. Inga underarter finns listade i Catalogue of Life.